# Wskaźniki analizy technicznej
Wskaźniki analizy technicznej zostały stworzone do pomocy w identyfikowaniu pewnych stanów rynku i generowania odpowiednich sygnałów, w tym potwierdzania zwrotów w zakresie trendów rynkowych. W większości przypadków jakość sygnałów zależna jest od dobranych parametrów.

## Podział wskaźników
- Wskaźniki trendu:
  - średnia ruchoma (średnia krocząca)
    - prosta średnia ruchoma (SMA)
    - ważona średnia ruchoma (WMA)
    - wykładnicza średnia ruchoma (EMA)

  - MACD
  - DEMA
  - Parabolic SAR
  - Price Oscillator.
- Wskaźniki zmienności:
  - Average True Range
  - Commodity Selection Index
  - Wstęgi Bollingera.
- Wskaźniki impetu:
  - Accumulation Swing Index
  - Commodity Channel Index
  - Oscylator stochastyczny
  - Trix
  - Williams %R
  - Wskaźnik siły zmiennej RSI
  - Wskaźnik zmiany ROC.
- Wskaźniki siły rynku:
  - Accumulation/Distribution
  - Money flow
  - Wolumen.
- Wskaźniki wsparcia i oporu:
  - Pivot Point.